# キッド・ロック
キッド・ロック（Kid Rock、1971年1月17日 - ）は、アメリカミシガン州デトロイト出身のロックミュージシャン、及び彼が率いるバンドの名称である。本名は、ロバート・ジェームス・リッチー（Robert "James" Ritchie）。キッドはボーカルを担当し、それにバック・バンドのトゥイステッド・ブラウン・トラッカー・バンド（Twisted Brown Trucker Band、TBT）が加わる。
シェリル・クロウとのデュエット・ソング「Picture」は、カントリーバラードソングとして大ヒットした。エミネムとは同郷出身の旧友で、ごく親しい仲の者だけで行われたエミネムの結婚式にも、キッド・ロックは招待されている。

## 経歴
当時のラップメタル人気もあり、アルバム『Devil Without a Cause』が1,000万枚以上の大ヒットを記録し、瞬く間にトップ・シンガーになった。このヒットに至るまでに10年以上のインディー歴があり、苦労人としてもで有名である。続いて出したアルバム『History of Rock』も大ヒットし、アメリカでの人気は不動のものになる。
2001年に出したアルバム『Cocky』は、カントリーバラード「Picture」のヒットもあり、300万枚以上のヒットを記録する。このアルバムから、カントリーテイストの強い楽曲が目立つようになっていった。
2003年に出したアルバム『Kid Rock』は、これまでのラップ曲などが主なアルバムとは全く違う、カントリーやロカビリーが主なアルバムに仕上がっている。
2005年にはCBSの人気ドラマシリーズ『CSI:ニューヨーク』に本人役でゲスト出演、ライブ中に会場の駐車場で雇っていた運転手が射殺される事件が発生し殺人の容疑をかけられてしまうという役どころだった。
2006年7月に、かつて交際があった女優のパメラ・アンダーソンと結婚する。8月3日にビバリーヒルズで入籍、8月17日にテネシー州ナッシュビルでの披露宴を行い話題を呼んだが、4か月後に破局した。
2016年に、マイケル・ムーアが映画『アメリカン・スナイパー』に関連した「狙撃手は卑怯者」とのツイッターの呟きに、「ファックユー、マイケル・ムーア！お前の叔父さんもお前の存在を恥じてるよ」とマイケル・ムーアを非難的に綴った書き込みを自サイトで発表した。
2018年3月12日、プロレス団体WWEより、セレブリティ枠としてWWE殿堂入りすることが発表された。
2024年7月18日、リッチーは2024年共和党全国大会で、トランプへの支持を示すために歌詞を変えた自作の曲「American Bad Ass」を演奏した。

## TBT
- ジミー・ボンズ(Jimmie Bones)-キーボード&オルガン&ハーモニカ&バックボーカル
- ケニー・タドリック(Kenny Tudrick)-ギター
- ステファニー･ユーリンバーグ(Stefanie Eulinberg)-ドラム&バックボーカル
- ジェーソン・クラウス(Jason Krause)-ギター
- DJ ダイム(DJ Dime)-DJ
- アーロン・ジュリソン(Aaron Julison)-ベース

### 過去のメンバー
- Joesph Calleja(Joe C、1974年11月9日 - 2000年11月16日)
- アンクル・クラッカー（Uncle Kracker、過去にDJを担当）
- ケニー・オルソン(Kenny Olson)-リードギター
- Karen Newman(バックコーラス)
- Laura Creamer(バックコーラス)
- Smith Curry(バックコーラス)

## キッド・ロックに纏わる人物
- シェリル・クロウ（アルバム『Cocky、Kid Rock』にゲスト参加）
- エミネム（アルバム『Devil Without a Cause』にゲスト参加）
- ハンク・ウィリアムスJr（アルバム『Kid Rock』にゲスト参加）
- スヌープ・ドッグ（アルバム『Cocky』にゲスト参加）
- ケニー・ウェイン・シェパード（ケニーのアルバム『The Place You're In』にゲスト参加）
- エルトン・ジョン（「Saturday Night's Alright」をカバー、結婚式に出席）
- ZZトップ（ZZトップの「Leg」をカバー、ライブなどでも共演）
- キャメロン・ディアス（テレビ番組で共演）
- ジ・アンダーテイカー（入場曲「American Bad Ass」を提供）
- モトリー・クルーのドラマートミー・リー（トミー・リーのプロジェクトアルバム、『Methods of Mayhem』にゲスト参加）
- パメラ・アンダーソン（2006年についに結婚、そして離婚）
- メタリカ（「American Bad Ass」のサンプリング元「Sad But True」）
- エアロスミス（ライブなどで共演。また、2001年にロックの殿堂入りの授賞式で、彼らのプレゼンターを務めた）
- レーナード・スキナード（2006年にロックの殿堂入りの授賞式で、彼らのプレゼンターを務めた）
- バディ・ガイ（バディのアルバム『Rhythm & Blues』にゲスト参加）

## ディスコグラフィ

### アルバム
| 年                                        | タイトル                       | アルバム詳細 | チャート最高位 | チャート最高位 | チャート最高位 | チャート最高位 | チャート最高位 | チャート最高位 | チャート最高位 | チャート最高位 | チャート最高位 | チャート最高位 | 認定 |
| 年                                        | US                             | AUS | AUT            | CAN            | FRA            | GER            | NLD            | NZ             | SWI            | UK             |                |                | |
| ----------------------------------------- | ------------------------------ | --- | -------------- | -------------- | -------------- | -------------- | -------------- | -------------- | -------------- | -------------- | -------------- | -------------- | --- |
| 1990                                      | Grits Sandwiches for Breakfast | - 発売日: 1990年12月30日 - レーベル: Jive - フォーマット: CD, cassette, digital download                                       | —              | —              | —              | —              | —              | —              | —              | —              | —              | —              | |
| 1993                                      | The Polyfuze Method            | - 発売日: 1993年3月16日 - レーベル: Continuum - フォーマット: CD, cassette                                                     | —              | —              | —              | —              | —              | —              | —              | —              | —              | —              | |
| 1996                                      | Early Mornin' Stoned Pimp      | - 発売日: 1996年2月12日 - レーベル: Top Dog - フォーマット: CD, cassette                                                       | —              | —              | —              | —              | —              | —              | —              | —              | —              | —              | |
| 1998                                      | Devil Without a Cause          | - 発売日: 1998年8月18日 - レーベル: Lava, Atlantic, Top Dog - フォーマット: CD, cassette, digital download - 全米売上: 950万枚 | 4              | 79             | 28             | 17             | —              | 82             | —              | 14             | —              | 172            | - US: 11× プラチナ - CAN: 4× プラチナ - NZ: ゴールド - UK: シルバー                                                 |
| 2001                                      | Cocky                          | - 発売日: 2001年11月20日 - レーベル: Atlantic - フォーマット: CD, LP, digital download - 全米売上: 534.4万枚                   | 3              | 21             | 10             | —              | —              | 15             | —              | 7              | 30             | 137            | - US: 5× プラチナ - CAN: 2× プラチナ                                                                                |
| 2003                                      | Kid Rock                       | - 発売日: 2003年11月11日 - レーベル: Atlantic - フォーマット: CD, digital download                                             | 8              | 97             | —              | —              | —              | —              | —              | —              | —              | —              | - US: プラチナ - CAN: ゴールド                                                                                      |
| 2007                                      | Rock n Roll Jesus              | - 発売日: 2007年10月9日 - レーベル: Atlantic - フォーマット: CD, LP, digital download - 全米売上: 349.3万枚                    | 1              | 9              | 2              | 4              | 58             | 5              | 19             | 21             | 4              | 4              | - US: 3× プラチナ - AUS: ゴールド - AUT: ゴールド - CAN: 2× プラチナ - GER: ゴールド - SWI: ゴールド - UK: ゴールド |
| 2010                                      | Born Free                      | - 発売日: 2010年11月16日 - レーベル: Atlantic - フォーマット: CD, digital download                                             | 5              | 63             | 7              | 11             | —              | 9              | —              | —              | 7              | 139            | - US: プラチナ - CAN: ゴールド                                                                                      |
| 2012                                      | Rebel Soul                     | - 発売日: 2012年11月19日 - レーベル: Atlantic - フォーマット: CD, digital download - 全米売上: 59.2万枚                        | 5              | —              | 26             | 10             | —              | 24             | —              | —              | 12             | 157            | - US: ゴールド |
| 2015                                      | First Kiss                     | - 発売日: 2015年2月24日 - レーベル: Warner Bros. - フォーマット: CD, digital download - 全米売上: 35.4万枚                     | 2              | 45             | 9              | 2              | —              | 16             | —              | —              | 5              | 52             | |
| 2017                                      | Sweet Southern Sugar           | - 発売日: 2017年11月3日 - レーベル: Top Dog, BMG - フォーマット: CD, digital download - 全米売上: 4.3万枚                      | 8              | —              | 64             | 15             | 88             | —              | —              | —              | 43             | —              | |
| "—"は未発売またはチャート圏外を意味する。 |                                | |                |                |                |                |                |                |                |                |                |                | |

### シングル
- Yo Da Lin In The Valley
- U Don't Know Me
- Only God Knows Why
- I Am The Bullgod
- Cowboy
- Bawitdaba
- Back From The Dead
- American Bad Ass